# Amt Eldenburg Lübz
Het Amt Eldenburg Lübz is een samenwerkingsverband van 13 gemeenten in de Landkreis Ludwigslust-Parchim van de Duitse deelstaat Mecklenburg-Voor-Pommeren. De bestuurszetel bevindt zich in de stad Lübz.

## Gemeenten
1. Gallin-Kuppentin (467)
2. Gehlsbach (522)
3. Gischow ( x)
4. Granzin (390)
5. Kreien (375)
6. Kritzow (464)
7. Lübz, stad * (6.204)
8. Marnitz ( x)
9. Passow (688)
10. Siggelkow (844)
11. Suckow ( x)
12. Tessenow ( x)
13. Werder (340)